# Drogówka
Drogówka (también conocida por su título en inglés: Traffic Department) es una película de crimen polaca de 2013 dirigida por Wojciech Smarzows. Compitió en la sección de competición principal del 35.º Festival Internacional de Cine de Moscú.

## Sinopsis
La película es la historia de siete policías que, además del trabajo, comparten amistad, fiestas, autos deportivos e intereses comunes. Su pequeño y cerrado mundo parece funcionar perfectamente. Todo cambia cuando uno de ellos muere en circunstancias misteriosas. El sargento Ryszard Król (Bartek Topa) está acusado del asesinato. Al intentar liberarse de los cargos, descubre la verdad sobre las conexiones criminales en los niveles más altos del gobierno.

## Reparto
- Bartłomiej Topa como Ryszard Król
- Arkadiusz Jakubik como Bogdan Petrycki
- Julia Kijowska como María Madecka
- Eryk Lubos como Marek Banaś
- Robert Wabich como Henryk Hawryluk
- Jacek Braciak como Jerzy Trybus
- Marcin Dorociński como Krzysztof Lisowski
- Marian Dziędziel como Gołąb
- Agata Kulesza como Jadzia
- Izabela Kuna como Ewa
- Maciej Stuhr como Zareba
- Henryk Gołębiewski como conductor